# Lim Dall-Young
Lim Dall-young (en coreano, 임달영), nacido el 14 de junio  de 1977, Seúl, Corea del Sur; es un autor coreano de historias de manhwa y manga, famoso por escribir el manhwa Unbalance x Unbalance, y los mangas Freezing y Kurokami. Además es conocido por dejar incompletas sus obras.

## Trabajos

### Publicados en Corea
- Zero: The Gate of Beginning (con Park Sung-Woo) (2001-2004)

- Unbalance x Unbalance (con Lee Soo-Hyon) (2005-2011)

- Zero: Circle of Flow (con Park Sung-Woo) (2006-2007)

- Aflame Inferno (con Kim Kwang-Hyun) (2006-Cancelado)

- The Legend of Maian (con Jeong Soo-Cheol) (2007-Cancelado)

```
*
Unbalance x 3
 (con 
Lee Soo Hyun
) (2015-presente)
```

### Publicados en Japón
- Kurokami (con Park Sung-Woo) (2004-presente)

- Onihime VS (con Lee Soo-Hyon) (2007-2012)

- Freezing (con Kim Kwang-Hyun) (2007-presente)

- Re:BIRTH -The Lunatic Taker- (con Lee Soo-Hyon) (2009-2011)

- The Phantom King (con Yoo Jae-Ho) (2009-presente)

- Koimoku (con Lee Hae-Won) (2011-2013)

- Freezing: First Chronicle (con Yoo Jae-Ho) (2011-2013)

- Sai: Taker  (con Lee Soo-Hyon) (2012-2013)

- Ace Maid  (con Lee Hae-Won) (2013-presente)